# Lưu Khải Uy
Lưu Khải Uy (tiếng Trung: 劉愷威, bính âm: Liú Kǎiwēi, sinh ngày 13 tháng 10 năm 1974) còn có nghệ danh là Hawick Lau là một diễn viên và ca sĩ nổi tiếng người Hồng Kông. Ông từng là diễn viên độc quyền của hãng TVB. Khải Uy được khán giả biết đến nhiều nhất qua các vai diễn trong các bộ phim truyền hình dài tập của TVB như: Nghĩa nặng tình thâm, Gia đình vui vẻ, Gia đình tôi,......

## Tiểu sử
Lưu Khải Uy là con trai của nam diễn viên gạo cội Lưu Đan. Ông lớn lên tại Hồng Kông và từ nhỏ đã theo cha đi khắp châu Á tham gia các hoạt động, sự kiện quảng bá các tác phẩm của ông.
Lưu Khải Uy theo học ngành Kiến trúc của Đại học Ryerson, Toronto, Canada. Được biết đến với vai trò diễn viên nhiều hơn nhưng những năm cuối thập niên 90, ông hoạt động chủ yếu với vai trò ca sĩ. Các album của ông được phát hành rộng rãi và được yêu thích. Tuy nhiên, nhìn chung, sự nghiệp ca hát của ông lại không mấy thành công so với sự nghiệp diễn xuất.
Năm 2000, đài truyền hình TVB đã chọn Lưu Khải Uy là một trong năm gương mặt diễn viên sáng giá nhất trong năm.
Sau khi đã đạt được nhiều thành công với TVB, năm 2003, Lưu Khải Uy thử sức mình ở Trung Quốc đại lục. Sau đó 2 năm, ông tham gia một bộ phim của Singapore mang tên Destiny với vai chính.
Tháng 4 năm 2006, Lưu Khải Uy ký hợp đồng với đài truyền hình ATV. Khi được phỏng vấn về vấn đề ký hợp đồng với một đài truyền hình đối địch với đài truyền hình của cha mình Lưu Đan, ông trả lời: "Mẹ tôi cứ luôn phàn nàn bà không được gặp tôi thường xuyên nên tôi đã trở về Hồng Kông. Làm việc tại đây cũng khiến tôi cảm thấy thoải mái hơn rất nhiều. TVB chính là nơi tôi khởi nghiệp diễn xuất. Tôi rất biết ơn vì họ đã dành cho tôi nhiều cơ hội tốt đẹp trong quá khứ. Trong tương lai, chúng tôi có thể sẽ còn cộng tác với nhau. Bên cạnh đó, tôi nghĩ rằng TVB là một đài truyền hình lớn, họ sẽ chẳng hề tức giận hay bất mãn nếu tôi ký hợp đồng với đài truyền hình khác."

## Đời tư
Lưu Khải Uy và nữ diễn viên Dương Mịch công khai hẹn hò từ tháng 1 năm 2012. Ngày 13 tháng 11 năm 2013, cả hai tuyên bố với người hâm mộ thông qua trang cá nhân Sina Weibo rằng họ đã đăng ký kết hôn. Đám cưới được tổ chức vào ngày 8 tháng 1 năm 2014 tại đảo Bali, Indonesia.
Ngày 1 tháng 6 năm 2014 trùng với ngày Quốc tế Thiếu nhi, Dương Mịch đã sinh con gái nặng 2,7kg tại bệnh viện Matilda, Hồng Kông và đặt biệt danh là Tiểu Nhu Mễ.
Ngày 22 tháng 12 năm 2018, sau 5 năm hôn nhân, Dương Mịch và Lưu Khải Uy xác nhận đã ly hôn thông qua công ty truyền thông Gia Hành (嘉行传媒).

## Danh sách đĩa nhạc
- LALALA I Love You (1997)
- A BOY'S STORY (1998)

## Danh sách phim

### Phim điện ảnh
| Năm  | Tên phim                  | Vai                 |
| ---- | ------------------------- | ------------------- |
| 2000 | The King and the Assassin | Kim Khoa Trung      |
| 2000 | Love Correction Take 2    | Leo                 |
| 2003 | Honesty                   | Bug                 |
| 2003 | The Spy Dad               | Nhân viên khách sạn |
| 2003 | Bless the Child           | Vương Dũng          |
| 2008 | Irreversi                 | Adam Liu            |
| 2012 | Holding Love              | Đào Tiểu Lỗi        |

### Phim truyền hình
| Năm       | Tên phim                                           | Vai                                        |
| --------- | -------------------------------------------------- | ------------------------------------------ |
| 1995–1999 | A Kindred Spirit (Nghĩa nặng tình thâm)            | Lý Thiêm An                                |
| 1997      | Mystery Files (Hồ sơ bí ẩn)                        | Trương Vĩ                                  |
| 1998      | Aiming High (Nhu đạo tiểu tử)                      | Trương Vĩnh Lượng                          |
| 1999      | Untraceable Evidence (Truy tìm bằng chứng)         | Dương Chí Luân                             |
| 1999–2000 | At the Threshold of an Era (Thử thách nghiệt ngã)  | Diệp Vinh Trạch                            |
| 2000      | Untraceable Evidence II (Truy tìm bằng chứng II)   | Dương Chí Luân                             |
| 2001      | Law Enforcers (Cảnh sát hình sự)                   | Lý Lập Minh                                |
| 2001–2002 | Virtues of Harmony (Gia đình vui vẻ)               | Nguyễn Thọ / Nguyễn Kình Đan / Tiểu Nguyễn |
| 2004      | Virtues of Harmony II                              | Lưu Gia Tinh                               |
| 2004      | Hard Fate (Tiết tấu tình yêu)                      | Mạc Hy Văn                                 |
| 2004      | Shades of Truth (Sự thật của bóng tối)             | Phí Văn Bân                                |
| 2005      | My Family (Gia đình tôi) TVB                       | Man Yat-long (Văn Dật Lãng)                |
| 2005      | Destiny                                            | Fan Yi-jie (Phạm Nhất Kiệt)                |
| 2006      | Bản di chúc nghiệt ngã                             | La Gia Huy                                 |
| 2006–2007 | Relentless Justice                                 | Diệp Huy Hoàng                             |
| 2008      | Hoán Tử Thành Long                                 | Trần Thiên Hùng                            |
| 2008      | Thuận Nương                                        | Trần Ô Thu                                 |
| 2008      | One Thousand Teardrops                             | Giang Hạo Thiên                            |
| 2008      | Đại Thanh Huy Thương                               | Trần Nguyên Lượng                          |
| 2008      | Royal Embroidery Workshop                          | Hoắc Đông Thanh                            |
| 2008      | Letter 1949                                        | Lâm Hương                                  |
| 2009      | Single Mother                                      | Tần Tùng Bình                              |
| 2009      | East Hegemon                                       | Tiểu Đường                                 |
| 2009      | Who Knows the Female of the Women                  | Triệu An Hoa                               |
| 2010      | Niang Qi                                           | Cao Diệu Tông                              |
| 2010      | Rebirth Door                                       | Liên Thừa Văn                              |
| 2010      | Spell of the Fragrance                             | Hương Hạo Vũ                               |
| 2010      | Happy Mother-in-law, Pretty Daughter-in-law        | Thiết Trường Sinh                          |
| 2011      | Đại Đường Nữ Tướng Phàn Lê Huê                     | Tiết Đinh Sơn                              |
| 2011      | Under the Linden (Dưới gốc cây bồ đề)              | Long Vũ Sinh                               |
| 2011      | Qianshan Twilight Snow (Thiên Sơn Mộ Tuyết)        | Mo Shao-qian (Mạc Thiệu Khiêm)             |
| 2011      | Ruyi (Wishful) (Như Ý)                             | Tan Mingkai (Đàm Minh Khải)                |
| 2012      | In the War Time Love                               | Fang Jun-jie (Phương Tuấn Kiệt)            |
| 2012      | Mỹ Nhân Vô Lệ                                      | Hoàng Thái Cực                             |
| 2012      | Thịnh Hạ Vãn Tình Thiên (Cạm bẫy tình thù)         | Kiều Tân Phàm                              |
| 2013      | Tung Hoành Thiên Địa TVB                           | Tào Chí Viễn                               |
| 2013      | Giang nam tứ đại tài tử                            | Đường Bá Hổ                                |
| 2014      | Bí mật của người vợ                                | Lê Minh Lãng                               |
| 2014      | Thiên Kim Nữ Tặc                                   | Bạch Chính Kình                            |
| 2015      | Hoa lưỡng sinh                                     | Tần Mạc                                    |
| 2015      | Người đàn ông bắt được cầu vồng (Mối Thù Gia Tộc)  | Giang Dư                                   |
| 2015      | Phong Vân Thiên Địa (Thiên Địa Phong Vân)          | Tào Chí Viễn                               |
| 2016      | Yêu con gái của kẻ thù                             | Lục Hướng Bắc                              |
| 2016      | Con gái của mẹ kế                                  | Thạch Thiên Minh                           |
| 2016      | Trường Tương Y (Tịch Mịch Không Đình Xuân Dục Vãn) | Khang Hi                                   |
| 2016      | Ninh Mông Sơ Thượng                                | Tả Tái Tuấn                                |
| 2017      | Cha mẹ cuối tuần                                   | Vu Trí Viễn                                |
| 2017      | Mãng Hoang Kỷ                                      | Kỷ Ninh                                    |
| 2020      | Đây Chính Là Cuộc Sống                             | Quản Nhất Hạc                              |